# Storie di Rat-Man
Lista delle storie di Rat-Man, personaggio dei fumetti creato da Leo Ortolani.

## Storie di Leo Ortolani
| Storia                                        | Pagine | Prima edizione | Ristampe | Caratteristiche |
| --------------------------------------------- | ------ | --- | --- | --- |
| Le sconvolgenti origini del Rat-Man           | 14     | Spot n. 2 (supplemento a L'Eternauta n. 86), ed. Comic Art, giugno 1990 | - Rat-Man Speciale Origini!, ed. Foxtrot, marzo 1996 - Rat-Man Speciale Origini!, Bande Dessinée, novembre 1996 - Rat-Man Collection n. 1, ed. Panini Comics, aprile 1997 - Rat-Man il grande, su Special Events n. 14, ed. Panini Comics, giugno 1998 - Rat-Agenda, ed. Cartorama, luglio 1999 - Tutto Rat-Man n. 1, ed. Panini Comics, febbraio 2002 - I classici del fumetto di Repubblica n. 18, ed. Gruppo Editoriale L'Espresso, giugno 2003 - Rat-Man Color Special n. 1, ed. Panini Comics, agosto 2004 - Rat-Man - Superstorie di un supernessuno, ed. Rizzoli, giugno 2006 - Rat-Man, ed. Espero, novembre 2007 - Rat-Man Collection n. 75, ed. Panini Comics, novembre 2009 - Rat-Man - Eroi per ridere su 100 anni di fumetto italiano n. 8, ed. Rcs, novembre 2009 - Rat-Man Gigante n. 1, ed. Panini Comics, marzo 2014 - Rat-Man - La fine!, ed. Panini Comics, settembre 2017 - Rat-Man Saga n. 1, ed Panini Comics, marzo 2022 - Rat-Man Saga n. 5, ed Panini Comics, marzo 2022 | - Prima storia in assoluto di Rat-Man - Prima apparizione di Rat-Man, Cinzia, Arcibaldo, il Buffone e Tòpin - Con questa storia Ortolani vinse il premio Spot come migliore sceneggiatore esordiente a Lucca Comics nel 1990 |
| Tòpin! The Wonder Mouse!                      | 10     | Made in USA n. 4, ed. Maurizio Edizioni, giugno 1991 | - Rat-Man Speciale Origini!, ed. Foxtrot, marzo 1996 - Rat-Man Speciale Origini!, Bande Dessinée, novembre 1996 - Rat-Man Collection n. 2, ed. Panini Comics, giugno 1997 - Rat-Man il grande, su Special Events n. 14, ed. Panini Comics, giugno 1998 - Tutto Rat-Man n. 1, ed. Panini Comics, febbraio 2002 - Rat-Man Color Special n. 2, ed. Panini Comics, ottobre 2004 - Rat-Man Collection n. 91, ed. Panini Comics, agosto 2012 - Rat-Man Gigante n. 2, ed. Panini Comics, aprile 2014 - Rat-Man - La fine!, ed. Panini Comics, settembre 2017 - Rat-Man Gigante n. 76, ed. Panini Comics, giugno 2020 - Rat-Man Saga n. 1, ed Panini Comics, marzo 2022 - Rat-Man Saga n. 8, ed Panini Comics, marzo 2022 | |
| Dal futuro!                                   | 24     | Made in USA n. 10, ed. Maurizio Edizioni, novembre 1994 | - Rat-Man n. 3, ed. Foxtrot, marzo 1996 - Rat-Man Collection n. 2, ed. Panini Comics, giugno 1997 - Rat-Man il grande, su Special Events n. 14, ed. Panini Comics, giugno 1998 - Tutto Rat-Man n. 2, ed. Panini Comics, aprile 2002 - Rat-Man Color Special n. 2, ed. Panini Comics, ottobre 2004 - Rat-Man Gigante n. 3, ed. Panini Comics, maggio 2014 - Rat-Man Saga n. 5, ed Panini Comics, marzo 2022 | |
| Rat-Man contro il Ragno!                      | 24     | Rat-Man n. 1, ed. Foxtrot, novembre 1995 | - Rat-Man Collection n. 1, ed. Panini Comics, aprile 1997 - Rat-Man il grande, su Special Events n. 14, ed. Panini Comics, giugno 1998 - Tutto Rat-Man n. 1, ed. Panini Comics, febbraio 2002 - Rat-Man Color Special n. 1, ed. Panini Comics, agosto 2004 - Rat-Man, ed. Espero, novembre 2007 - Rat-Man Gigante n. 1, ed. Panini Comics, marzo 2014 - Rat-Man Saga n. 1, ed Panini Comics, marzo 2022 | - Prima apparizione del capitano Krik, Valker e il Ragno |
| La minaccia verde!                            | 24     | Rat-Man n. 2, ed. Foxtrot, gennaio 1996 | - Rat-Man Collection n. 1, ed. Panini Comics, aprile 1997 - Rat-Man il grande, su Special Events n. 14, ed. Panini Comics, giugno 1998 - Tutto Rat-Man n. 1, ed. Panini Comics, febbraio 2002 - I classici del fumetto di Repubblica n. 18, ed. Gruppo Editoriale L'Espresso, giugno 2003 - Rat-Man Color Special n. 1, ed. Panini Comics, agosto 2004 - Rat-Man, ed. Espero, novembre 2007 - Rat-Man Gigante n. 2, ed. Panini Comics, aprile 2014 - Rat-Man - La fine!, ed. Panini Comics, settembre 2017 - Rat-Man Saga n. 1, ed Panini Comics, marzo 2022 | - Prima apparizione di Thea e del dottor Denam |
| La Gatta!                                     | 24     | Rat-Man n. 4, ed. Bande Dessinée, maggio 1996 | - Rat-Man Collection n. 2, ed. Panini Comics, giugno 1997 - Rat-Man il grande, su Special Events n. 14, ed. Panini Comics, giugno 1998 - Tutto Rat-Man n. 2, ed. Panini Comics, aprile 2002 - I classici del fumetto di Repubblica n. 18, ed. Gruppo Editoriale L'Espresso, giugno 2003 - Rat-Man Color Special n. 2, ed. Panini Comics, ottobre 2004 - Rat-Man Gigante n. 3, ed. Panini Comics, maggio 2014 - Rat-Man Saga n. 1, ed Panini Comics, marzo 2022 | - Prima apparizione di Brakko e della Gatta |
| Week-end di torrone                           | 24     | Rat-Man n. 5, ed. Bande Dessinée, luglio 1996 | - Rat-Man Collection n. 3, ed. Panini Comics, settembre 1997 - Rat-Man il grande, su Special Events n. 14, ed. Panini Comics, giugno 1998 - Tutto Rat-Man n. 2, ed. Panini Comics, aprile 2002 - Rat-Man Color Special n. 4, ed. Panini Comics, settembre 2005 - Rat-Man Gigante n. 4, ed. Panini Comics, giugno 2014 - Rat-Man Saga n. 1, ed Panini Comics, marzo 2022 | - Prima apparizione di Doc |
| L'araldo!                                     | 24     | Rat-Man n. 6, ed. Bande Dessinée, settembre 1996 | - Rat-Man Collection n. 3, ed. Panini Comics, settembre 1997 - Rat-Man il grande, su Special Events n. 14, ed. Panini Comics, giugno 1998 - Tutto Rat-Man n. 2, ed. Panini Comics, aprile 2002 - Rat-Man Color Special n. 8, ed. Panini Comics, giugno 2007 - Rat-Man Gigante n. 4, ed. Panini Comics, giugno 2014 - Rat-Man Saga n. 1, ed Panini Comics, marzo 2022 | |
| L'intervista                                  | 4      | Data Comics 1997, ed. Balocco Editore, settembre 1996 | - Rat-Man Collection n. 14, ed. Panini Comics, settembre 1999 - Tutto Rat-Man n. 8, ed. Panini Comics, aprile 2003 - XL n.10, Gruppo Editoriale L'Espresso, giugno 2006 - Rat-Man Color Special n. 8, ed. Panini Comics, giugno 2007 - Rat-Man Gigante n. 3, ed. Panini Comics, maggio 2014 | |
| Rat-Man contro il Punitore (o Vendetta!)      | 8      | Wiz n. 12, ed. Panini Comics, ottobre 1996 | - Rat-Man contro i Supereroi, su Marvel Mega n. 15, ed. Panini Comics, aprile 1999 - Rat-Man Gigante n. 4, ed. Panini Comics, giugno 2014 | - A colori (di Giovanni Battistini) - Crossover con il Punitore - Data l'impossibilità di ristampare la storia su Rat-Man Collection per questioni di copyright del Punitore, molte gag della storia sono state riutilizzate nella storia Il soldato, su Rat-Man Collection n. 37 |
| Il ritorno!                                   | 32     | Rat-Man n. 7, ed. Bande Dessinée, novembre 1996 | - Rat-Man Collection n. 3, ed. Panini Comics, settembre 1997 - Rat-Man il mitico, su Special Events n. 20, ed. Panini Comics, giugno 1999 - Tutto Rat-Man n. 3, ed. Panini Comics, giugno 2002 - Rat-Man Color Special n. 3, ed. Panini Comics, giugno 2005 - Rat-Man Gigante n. 5, ed. Panini Comics, luglio 2014 - Rat-Man Saga n. 1, ed Panini Comics, marzo 2022 | - Prima parte della "Trilogia del Ritorno" - Prima apparizione della seconda Squadra Segreta (Fulmine, Karpa, Spettro, Tresh), del Lupo e del professor Abbard |
| La Squadra Segreta                            | 32     | Rat-Man n. 8, ed. Bande Dessinée, dicembre 1996 | - Rat-Man Collection n. 4, ed. Panini Comics, dicembre 1997 - Rat-Man il mitico, su Special Events n. 20, ed. Panini Comics, giugno 1999 - Tutto Rat-Man n. 3, ed. Panini Comics, giugno 2002 - Rat-Man Color Special n. 3, ed. Panini Comics, giugno 2005 - Rat-Man Gigante n. 6, ed. Panini Comics, agosto 2014 - Rat-Man Saga n. 1, ed Panini Comics, marzo 2022 | - Seconda parte della "Trilogia del Ritorno" - Prima apparizione di Boda Valker |
| L'ultimo segreto                              | 38     | Rat-Man n. 9, ed. Bande Dessinée, marzo 1997 | - Rat-Man Collection n. 4, ed. Panini Comics, dicembre 1997 - Rat-Man il mitico, su Special Events n. 20, ed. Panini Comics, giugno 1999 - Tutto Rat-Man n. 3, ed. Panini Comics, giugno 2002 - Rat-Man Color Special n. 4, ed. Panini Comics, settembre 2005 - Rat-Man Gigante n. 7, ed. Panini Comics, settembre 2014 - Rat-Man Saga n. 1, ed Panini Comics, marzo 2022 | - Terza parte della "Trilogia del Ritorno" - Prima apparizione della prima Squadra Segreta (Saetta, il Ripulitore, il Fantasma Azzurro, Pipistrello, Tròteo) |
| Tavola di presentazione di Rat-Man Collection | 1      | Wiz n. 18, ed. Panini Comics, aprile 1997 | - Rat-Man Collection n. 59, ed. Panini Comics, marzo 2007 | - A colori |
| Legami di sangue!                             | 14     | Rat-Man Collection n. 1, ed. Panini Comics, aprile 1997 | - Rat-Man contro i Supereroi, aprile 1999 - Tutto Rat-Man n. 1, ed. Panini Comics, febbraio 2002 - Rat-Man Gigante n. 1, ed. Panini Comics, marzo 2014 - L'inarrivabile Rat-Man, ed. Panini Comics, luglio 2019 | - Crossover con l'Uomo Ragno |
| L'incredibile Ik!                             | 24     | Rat-Man n. 10, ed. Bande Dessinée, maggio 1997 | - Rat-Man Collection n. 5, ed. Panini Comics, marzo 1998 - Rat-Man il mitico, su Special Events n. 20, ed. Panini Comics, giugno 1999 - Tutto Rat-Man n. 4, ed. Panini Comics, agosto 2002 - Rat-Man Color Special n. 14, ed. Panini Comics, giugno 2009 - Rat-Man Gigante n. 8, ed. Panini Comics, ottobre 2014 - Rat-Man Saga n. 1, ed Panini Comics, marzo 2022 | - Prima apparizione di Svarzeneggher, dottor Mung, dottor Pàtovic |
| L'immutabile Destino!                         | 18     | Rat-Man Collection n. 2, ed. Panini Comics, giugno 1997 | - Rat-Man contro i Supereroi, aprile 1999 - Tutto Rat-Man n. 1, ed. Panini Comics, febbraio 2002 - Rat-Man Gigante n. 2, ed. Panini Comics, aprile 2014 | - Crossover con il Dottor Destino - La storia ha vinto il premio INCA (Italian iNternet Comics Academy) nel dicembre 1997 come "miglior personaggio maschile non protagonista" (Victor) |
| The R-File!                                   | 24     | Rat-Man n. 11, ed. Bande Dessinée, luglio 1997 | - Rat-Man Collection n. 6, ed. Panini Comics, maggio 1998 - Rat-Man il mitico, su Special Events n. 20, ed. Panini Comics, giugno 1999 - Tutto Rat-Man n. 4, ed. Panini Comics, agosto 2002 - I classici del fumetto di Repubblica n. 18, ed. Gruppo Editoriale L'Espresso, giugno 2003 - Rat-Man Color Special n. 10, ed. Panini Comics, ottobre 2007 - Rat-Man Gigante n. 8, ed. Panini Comics, ottobre 2014 - Rat-Man Saga n. 5, ed Panini Comics, marzo 2022 | |
| Il grande Ratzinga!                           | 24     | Rat-Man n. 12, ed. Bande Dessinée, settembre 1997 | - Rat-Man Collection n. 7, ed. Panini Comics, luglio 1998 - Tutto Rat-Man n. 5, ed. Panini Comics, ottobre 2002 - I classici del fumetto di Repubblica n. 18, ed. Gruppo Editoriale L'Espresso, giugno 2003 - Rat-Man Color Special n. 11, ed. Panini Comics, giugno 2008 - Rat-Man Gigante n. 9, ed. Panini Comics, novembre 2014 | |
| La belva in noi                               | 14     | Rat-Man Collection n. 3, ed. Panini Comics, settembre 1997 | - Rat-Man contro i Supereroi, aprile 1999 - Tutto Rat-Man n. 3, ed. Panini Comics, giugno 2002 - Rat-Man Gigante n. 6, ed. Panini Comics, agosto 2014 - L'inafferrabile Rat-Man, ed. Panini Comics, luglio 2020 | - Crossover con Wolverine |
| Rat-Man vs. Erinni: Il bacio della morte      | 24     | - Rat-Man vs. Erinni, supplemento a BD Comics n. 12, ed. Bande Dessinée, novembre 1997 - Rat-Man vs. Erinni Limited Edition, supplemento a BD Comics n. 12, ed. Bande Dessinée, novembre 1997 - Rat-Man vs. Erinni Speciale Lucca '97, supplemento a BD Comics n. 12, ed. Bande Dessinée, novembre 1997                                                                                | - Rat-Man vs. Erinni seconda edizione, supplemento a BD Comics n. 12, ed. Bande Dessinée, novembre 1997 - Rat-Man Collection n. 10, ed. Panini Comics, gennaio 1999 - Rat-Man vs. Erinni terza edizione, ed. Bande Dessinée, aprile 2000 - Tutto Rat-Man n. 6, ed. Panini Comics, dicembre 2002 - Rat-Man Color Special n. 29, ed. Panini Comics, giugno 2014 - Rat-Man Gigante n. 5, ed. Panini Comics, luglio 2014 - L'inafferrabile Rat-Man, ed. Panini Comics, luglio 2020 | - Crossover con Erinni - Prima apparizione di Jordan - La storia ha vinto il premio INCA Winter '98 nell'aprile 1998 come "miglior personaggio femminile" (Erinni) - Rat-Man vs. Erinni Limited Edition ebbe una tiratura di 800 copie e conteneva una litografia numerata a colori firmata da Ortolani - Rat-Man vs. Erinni Speciale Lucca '97 ebbe una tiratura di 500 copie e conteneva una postcard in allegato |
| ...la fine del topo!                          | 10     | Rat-Man Collection n. 4, ed. Panini Comics, dicembre 1997 | - Rat-Man contro i Supereroi, aprile 1999 - Tutto Rat-Man n. 2, ed. Panini Comics, aprile 2002 - Rat-Man Gigante n. 6, ed. Panini Comics, agosto 2014 - L'inconcepibile Rat-Man, ed. Panini Comics, luglio 2018 | - Crossover con Elektra |
| La tela strappata!                            | 28     | Rat-Man Collection n. 5, ed. Panini Comics, marzo 1998 | - Tutto Rat-Man n. 4, ed. Panini Comics, agosto 2002 - Rat-Man Color Special n. 5, ed. Panini Comics, luglio 2006 - Rat-Man Gigante n. 9, ed. Panini Comics, novembre 2014 - Rat-Man Saga n. 1, ed Panini Comics, marzo 2022 | - Prima parte della "Trilogia del Ragno" |
| L'ira di Cover-Man!                           | 24     | Rat-Man Collection n. 6, ed. Panini Comics, maggio 1998 | - Tutto Rat-Man n. 4, ed. Panini Comics, agosto 2002 - Rat-Man Color Special n. 5, ed. Panini Comics, luglio 2006 - Rat-Man Gigante n. 10, ed. Panini Comics, dicembre 2014 - Rat-Man Saga n. 1, ed Panini Comics, marzo 2022 | - Seconda parte della "Trilogia del Ragno" |
| Caccia al Ragno!                              | 30     | Rat-Man Collection n. 7, ed. Panini Comics, luglio 1998 | - Tutto Rat-Man n. 5, ed. Panini Comics, ottobre 2002 - Rat-Man Color Special n. 6, ed. Panini Comics, agosto 2006 - Rat-Man Gigante n. 10, ed. Panini Comics, dicembre 2014 - Rat-Man Saga n. 1, ed Panini Comics, marzo 2022 | - Terza parte della "Trilogia del Ragno" |
| Operazione Geode!                             | 24     | Rat-Man Collection n. 8, ed. Panini Comics, settembre 1998 | - Tutto Rat-Man n. 5, ed. Panini Comics, ottobre 2002 - I classici del fumetto di Repubblica n. 18, ed. Gruppo Editoriale L'Espresso, giugno 2003 - Rat-Man Color Special n. 13, ed. Panini Comics, ottobre 2008 - Rat-Man Gigante n. 11, ed. Panini Comics, gennaio 2015 | |
| Il collezionista                              | 8      | Speciale Quark Comiconvention '98, ed. Graffiti, settembre 1998 | - Rat-Man Collection n. 38, ed. Panini Comics, settembre 2003 - Tutto Rat-Man n. 20, ed. Panini Comics, agosto 2005 - Rat-Man Color Special n. 5, ed. Panini Comics, luglio 2006 - Rat-Man - Eroi per ridere su 100 anni di fumetto italiano n. 8, ed. Rcs, novembre 2009 - Rat-Man Gigante n. 12, ed. Panini Comics, febbraio 2015 | - Albo speciale realizzato per la Comiconvention Milano '98 del 19-20 settembre 1998 al Quark Hotel di Milano |
| Cinzia la barbara!                            | 24     | Rat-Man Collection n. 9, ed. Panini Comics, novembre 1998 | - Tutto Rat-Man n. 6, ed. Panini Comics, dicembre 2002 - I classici del fumetto di Repubblica n. 18, ed. Gruppo Editoriale L'Espresso, giugno 2003 - Rat-Man, ed. Espero, novembre 2007 - Rat-Man Color Special n. 15, ed. Panini Comics, agosto 2009 - Rat-Man - Eroi per ridere su 100 anni di fumetto italiano n. 8, ed. Rcs, novembre 2009 - Rat-Man Gigante n. 11, ed. Panini Comics, gennaio 2015 | |
| Dimenticati dal tempo!                        | 32     | Rat-Man Collection n. 10, ed. Panini Comics, gennaio 1999 | - Tutto Rat-Man n. 6, ed. Panini Comics, dicembre 2002 - I classici del fumetto di Repubblica n. 18, ed. Gruppo Editoriale L'Espresso, giugno 2003 - Rat-Man Color Special n. 11, ed. Panini Comics, giugno 2008 - Rat-Man Gigante n. 12, ed. Panini Comics, febbraio 2015 | - Prima apparizione di Clara Clain (in fotografia) |
| Io, il clone!                                 | 24     | Rat-Man Collection n. 11, ed. Panini Comics, marzo 1999 | - Tutto Rat-Man n. 7, ed. Panini Comics, febbraio 2003 - Rat-Man Color Special n. 6, ed. Panini Comics, agosto 2006 - Rat-Man Gigante n. 13, ed. Panini Comics, marzo 2015 - Rat-Man Saga n. 2, ed Panini Comics, marzo 2022 | - Prima parte della "Trilogia del clone" - Prima apparizione di Kalissa |
| L'eroe                                        | 16     | Rat-Man contro i Supereroi, aprile 1999 | - Rat-Man Gigante n. 7, ed. Panini Comics, settembre 2014 | - A colori - Crossover con Capitan America |
| Crisi!                                        | 28     | Rat-Man Collection n. 12, ed. Panini Comics, maggio 1999 | - Tutto Rat-Man n. 7, ed. Panini Comics, febbraio 2003 - Rat-Man Color Special n. 7, ed. Panini Comics, ottobre 2006 - Rat-Man Gigante n. 13, ed. Panini Comics, marzo 2015 - Rat-Man Saga n. 2, ed Panini Comics, marzo 2022 | - Seconda parte della "Trilogia del clone" - Prima apparizione di Piccettino |
| Io, il Rat-Man                                | 32     | Rat-Man Collection n. 13, ed. Panini Comics, luglio 1999 | - Tutto Rat-Man n. 8, ed. Panini Comics, aprile 2003 - Rat-Man Color Special n. 7, ed. Panini Comics, ottobre 2006 - Rat-Man Gigante n. 14, ed. Panini Comics, aprile 2015 - Rat-Man Saga n. 2, ed Panini Comics, marzo 2022 | - Terza parte della "Trilogia del clone" |
| Rat-Man: 1999                                 | 28     | Rat-Man Collection n. 14, ed. Panini Comics, settembre 1999 | - Tutto Rat-Man n. 8, ed. Panini Comics, aprile 2003 - Rat-Man Color Special n. 16, ed. Panini Comics, ottobre 2009 - Rat-Man - Eroi per ridere su 100 anni di fumetto italiano n. 8, ed. Rcs, novembre 2009 - Rat-Man Gigante n. 15, ed. Panini Comics, maggio 2015 | |
| Le origini!                                   | 24     | Rat-Man Collection n. 14, ed. Panini Comics, settembre 1999 | - Tutto Rat-Man n. 8, ed. Panini Comics, aprile 2003 - Rat-Man Gigante n. 15, ed. Panini Comics, maggio 2015 | - Storia dedicata al decennale di Rat-Man - La storia ha vinto il premio INCA Winter '00 nel marzo 2000 come "migliore sceneggiatura" |
| Star Rats episodio 1: Il prescelto            | 8      | Impact 2000, ed. Panini Comics, ottobre 1999 | - Rat-Man Collection n. 47, ed. Panini Comics, marzo 2005 - Tutto Rat-Man n. 25, ed. Panini Comics, aprile 2007 - Allegato alla Rat-Agenda 2016, ed. Panini Comics, luglio 2015 - Rat-Man Gigante n. 19, ed. Panini Comics, settembre 2015 | - A colori (Luca Poli nell'edizione originale, Francesca Piscitelli nell'edizione allegata alla Rat-Agenda 2016) |
| Star Rats                                     | 48     | Star Rats, su Marvel Mega n. 17, ed. Panini Comics, ottobre 1999 | - Star Rats - Nuova edizione, su Special Events n. 40, ed. Panini Comics, agosto 2003 - Star Rats - Terza edizione, su Panini Comics presenta n. 21, ed. Panini Comics, ottobre 2011 - Star Rats - Nuova edizione, su Masters of Comics n. 6, ed. Panini Comics, settembre 2014 - Star Rats Edizione Deluxe, ed. Panini Comics, novembre 2015 | - Parodia della prima trilogia di Guerre stellari |
| L'internauta                                  | 24     | Rat-Man Collection n. 15, ed. Panini Comics, novembre 1999 | - Tutto Rat-Man n. 9, ed. Panini Comics, giugno 2003 - Rat-Man - Superstorie di un supernessuno, ed. Rizzoli, giugno 2006 - Rat-Man Color Special n. 22, ed. Panini Comics, ottobre 2011 - Rat-Man Gigante n. 14, ed. Panini Comics, aprile 2015 | |
| Titanic 2000                                  | 28     | Rat-Man Collection n. 16, ed. Panini Comics, gennaio 2000 | - Tutto Rat-Man n. 9, ed. Panini Comics, giugno 2003 - I classici del fumetto di Repubblica n. 18, ed. Gruppo Editoriale L'Espresso, giugno 2003 - Rat-Man, ed. Espero, novembre 2007 - Rat-Man - Eroi per ridere su 100 anni di fumetto italiano n. 8, ed. Rcs, novembre 2009 - Rat-Man Color Special n. 18, ed. Panini Comics, agosto 2010 - Rat-Man Gigante n. 16, ed. Panini Comics, giugno 2015 | |
| Niente è per sempre                           | 32     | Rat-Man Collection n. 17, ed. Panini Comics, marzo 2000 | - Tutto Rat-Man n. 10, ed. Panini Comics, agosto 2003 - Rat-Man Color Special n. 8, ed. Panini Comics, giugno 2007 - Rat-Man Gigante n. 16, ed. Panini Comics, giugno 2015 - Rat-Man Saga n. 2, ed Panini Comics, marzo 2022 | - Prima parte della "Quadrilogia del Supereroe" - La Quadrilogia ha vinto il premio INCA Winter '01 nell'aprile 2001 come "miglior soggetto del 2000" - Prima apparizione dell'Uomo con il costume da ragno |
| L'allievo                                     | 30     | Rat-Man Collection n. 18, ed. Panini Comics, maggio 2000 | - Tutto Rat-Man n. 10, ed. Panini Comics, agosto 2003 - Rat-Man Color Special n. 9, ed. Panini Comics, agosto 2007 - Rat-Man Gigante n. 17, ed. Panini Comics, luglio 2015 - Rat-Man Saga n. 2, ed Panini Comics, marzo 2022 | - Seconda parte della "Quadrilogia del Supereroe" - Prima apparizione di Jorgesson e del Guardiano |
| Un uomo in calzamaglia                        | 32     | Rat-Man Collection n. 19, ed. Panini Comics, luglio 2000 | - Tutto Rat-Man n. 11, ed. Panini Comics, ottobre 2003 - Rat-Man Color Special n. 9, ed. Panini Comics, agosto 2007 - Rat-Man Gigante n. 17, ed. Panini Comics, luglio 2015 - Rat-Man Saga n. 2, ed Panini Comics, marzo 2022 | - Terza parte della "Quadrilogia del Supereroe" - Prima apparizione di Tamara |
| Il supereroe                                  | 34     | Rat-Man Collection n. 20, ed. Panini Comics, settembre 2000 | - Tutto Rat-Man n. 11, ed. Panini Comics, ottobre 2003 - Rat-Man Color Special n. 10, ed. Panini Comics, ottobre 2007 - Rat-Man Gigante n. 18, ed. Panini Comics, agosto 2015 - Rat-Man Saga n. 2, ed Panini Comics, marzo 2022 | - Quarta parte della "Quadrilogia del Supereroe" |
| Catene                                        | 30     | Rat-Man Collection n. 21, ed. Panini Comics, novembre 2000 | - Tutto Rat-Man n. 12, ed. Panini Comics, dicembre 2003 - Rat-Man Color Special n. 18, ed. Panini Comics, agosto 2010 - Rat-Man Gigante n. 19, ed. Panini Comics, settembre 2015 - Rat-Man Saga n. 5, ed Panini Comics, marzo 2022 | |
| Trappola seducente                            | 12     | La Gatta - Calendario 2001 | - Rat-Man Collection n. 40, ed. Panini Comics, gennaio 2004 - Tutto Rat-Man n. 21, ed. Panini Comics, dicembre 2005 - Rat-Man Color Special n. 20, ed. Panini Comics, giugno 2011 - Rat-Man Gigante n. 20, ed. Panini Comics, ottobre 2015 | - Storia apparsa sul retro del calendario della Gatta 2001 |
| La sentinella                                 | 38     | Rat-Man Collection n. 22, ed. Panini Comics, gennaio 2001 | - Tutto Rat-Man n. 12, ed. Panini Comics, dicembre 2003 - Rat-Man Color Special n. 14, ed. Panini Comics, giugno 2009 - Rat-Man Gigante n. 20, ed. Panini Comics, ottobre 2015 - Rat-Man Saga n. 3, ed Panini Comics, marzo 2022 | - Prima apparizione di Clara Clain come personaggio attivo |
| Tentazioni                                    | 30     | Rat-Man Collection n. 23, ed. Panini Comics, marzo 2001 | - Tutto Rat-Man n. 13, ed. Panini Comics, febbraio 2004 - Rat-Man Color Special n. 12, ed. Panini Comics, agosto 2008 - Rat-Man Gigante n. 21, ed. Panini Comics, novembre 2015 - Rat-Man Saga n. 2, ed Panini Comics, marzo 2022 | - Prima parte della "Trilogia della Gatta" - La trilogia ha vinto i premi INCA Winter '02 nell'aprile 2002 come "miglior personaggio maschile non protagonista" (Brakko) e "miglior personaggio femminile non protagonista" (la Gatta) |
| Il pozzo del desiderio!                       | 32     | Rat-Man Collection n. 24, ed. Panini Comics, maggio 2001 | - Tutto Rat-Man n. 13, ed. Panini Comics, febbraio 2004 - Rat-Man Color Special n. 12, ed. Panini Comics, agosto 2008 - Rat-Man Gigante n. 21, ed. Panini Comics, novembre 2015 - Rat-Man Saga n. 2, ed Panini Comics, marzo 2022 | - Seconda parte della "Trilogia della Gatta" |
| La bella e la bestia!                         | 38     | Rat-Man Collection n. 25, ed. Panini Comics, luglio 2001 | - Tutto Rat-Man n. 14, ed. Panini Comics, aprile 2004 - Rat-Man Color Special n. 13, ed. Panini Comics, ottobre 2008 - Rat-Man Gigante n. 22, ed. Panini Comics, dicembre 2015 - Rat-Man Saga n. 2, ed Panini Comics, marzo 2022 | - Terza parte della "Trilogia della Gatta" |
| Sapore di sale                                | 16     | Sapore di sale - Rat-Man Special (supplemento a Fumo di China n. 91), ed. Cartoon Club, giugno 2001 | - Sapore di sale - Rat-Man Special (supplemento a Fumo di China n. 92/93), ed. Cartoon Club, settembre 2001 - Sapore di sale - Rat-Man Special (supplemento a Fumo di China), ed. Cartoon Club, novembre 2004 - Rat-Man Collection n. 49, ed. Panini Comics, luglio 2005 - Rat-Man - Superstorie di un supernessuno, ed. Rizzoli, giugno 2006 - Tutto Rat-Man n. 26, ed. Panini Comics, settembre 2007 - Rat-Man Color Special n. 20, ed. Panini Comics, giugno 2011 - Rat-Man Gigante n. 19, ed. Panini Comics, settembre 2015 | - Albo in edizione limitata per RiminiComix - Allegata la cartolina Rattolino, omaggio al primo numero di Topolino - Prima apparizione di Gessica Lòvebol |
| La gabbia                                     | 38     | Rat-Man Collection n. 26, ed. Panini Comics, settembre 2001 | - Tutto Rat-Man n. 14, ed. Panini Comics, aprile 2004 - Rat-Man Color Special n. 15, ed. Panini Comics, agosto 2009 - Rat-Man - Eroi per ridere su 100 anni di fumetto italiano n. 8, ed. Rcs, novembre 2009 - Rat-Man Gigante n. 24, ed. Panini Comics, febbraio 2016 | |
| Ex-Men                                        | 32     | Rat-Man Collection n. 27, ed. Panini Comics, novembre 2001 | - Tutto Rat-Man n. 15, ed. Panini Comics, giugno 2004 - Rat-Man Color Special n. 16, ed. Panini Comics, ottobre 2009 - Rat-Man Gigante n. 23, ed. Panini Comics, gennaio 2016 - Rat-Man Saga n. 3, ed Panini Comics, marzo 2022 | |
| La mummia                                     | 18     | Rat-Man Collection n. 28, ed. Panini Comics, gennaio 2002 | - Tutto Rat-Man n. 15, ed. Panini Comics, giugno 2004 - Rat-Man Color Special n. 17, ed. Panini Comics, giugno 2010 - Rat-Man Gigante n. 22, ed. Panini Comics, dicembre 2015 | - Nella storia compaiono versioni alternative dei personaggi di Rat-Man e di Venerdì 12 |
| La mummia: Il ritorno!                        | 24     | Rat-Man Collection n. 28, ed. Panini Comics, gennaio 2002 | - Tutto Rat-Man n. 15, ed. Panini Comics, giugno 2004 - Rat-Man Color Special n. 17, ed. Panini Comics, giugno 2010 - Rat-Man Gigante n. 23, ed. Panini Comics, gennaio 2016 | - Nella storia compaiono versioni alternative dei personaggi di Rat-Man e di Venerdì 12 |
| Le ombre dei padri...                         | 38     | Rat-Man Collection n. 29, ed. Panini Comics, marzo 2002 | - Tutto Rat-Man n. 16, ed. Panini Comics, agosto 2004 - Rat-Man Color Special n. 23, ed. Panini Comics, agosto 2012 - Rat-Man Gigante n. 25, ed. Panini Comics, marzo 2016 - Rat-Man Saga n. 3, ed Panini Comics, marzo 2022 | - Prima parte dell'"Esalogia delle origini" - Prima apparizione di Joba - La storia ha vinto il premio Fumo di China a Romics nell'ottobre 2002 come "migliore storia" |
| Grandi speranze!                              | 36     | Rat-Man Collection n. 30, ed. Panini Comics, maggio 2002 | - Tutto Rat-Man n. 16, ed. Panini Comics, agosto 2004 - Rat-Man Color Special n. 23, ed. Panini Comics, agosto 2012 - Rat-Man Gigante n. 25–26, ed. Panini Comics, marzo-aprile 2016 - Rat-Man Saga n. 3, ed Panini Comics, marzo 2022 | - Seconda parte dell'"Esalogia delle origini" |
| Il ritorno degli eroi                         | 42     | Rat-Man Collection n. 31, ed. Panini Comics, luglio 2002 | - Tutto Rat-Man n. 17, ed. Panini Comics, ottobre 2004 - Rat-Man Color Special n. 24, ed. Panini Comics, agosto 2012 - Rat-Man Gigante n. 26, ed. Panini Comics, aprile 2016 - Rat-Man Saga n. 3, ed Panini Comics, marzo 2022 | - Terza parte dell'"Esalogia delle origini" |
| Meraviglie!                                   | 40     | Rat-Man Collection n. 32, ed. Panini Comics, settembre 2002 | - Tutto Rat-Man n. 17, ed. Panini Comics, ottobre 2004 - Rat-Man Color Special n. 24, ed. Panini Comics, agosto 2012 - Rat-Man Gigante n. 27, ed. Panini Comics, maggio 2016 - Rat-Man Saga n. 3, ed Panini Comics, marzo 2022 | - Quarta parte dell'"Esalogia delle origini" |
| Il re e io!                                   | 38     | Rat-Man Collection n. 33, ed. Panini Comics, novembre 2002 | - Tutto Rat-Man n. 18, ed. Panini Comics, dicembre 2004 - Rat-Man Color Special n. 25, ed. Panini Comics, ottobre 2012 - Rat-Man Gigante nn. 27–28, ed. Panini Comics, maggio-giugno 2016 - Rat-Man Saga n. 3, ed Panini Comics, marzo 2022 | - Quinta parte dell'"Esalogia delle origini" |
| Uomini e topi!                                | 44     | Rat-Man Collection n. 34, ed. Panini Comics, gennaio 2003 | - Tutto Rat-Man n. 18, ed. Panini Comics, dicembre 2004 - Rat-Man Color Special n. 25, ed. Panini Comics, ottobre 2012 - Rat-Man Gigante n. 28, ed. Panini Comics, giugno 2016 - Rat-Man Saga n. 3, ed Panini Comics, marzo 2022 | - Sesta parte dell'"Esalogia delle origini" |
| Il morso del Ragno!                           | 30     | Rat-Man Collection n. 35, ed. Panini Comics, marzo 2003 | - I classici del fumetto di Repubblica n. 18, ed. Gruppo Editoriale L'Espresso, giugno 2003 - Tutto Rat-Man n. 19, ed. Panini Comics, aprile 2005 - Rat-Man Color Special n. 19, ed. Panini Comics, ottobre 2010 - Rat-Man Gigante n. 29, ed. Panini Comics, luglio 2016 | |
| Il primogenito!                               | 32     | Rat-Man Collection n. 36, ed. Panini Comics, maggio 2003 | - Tutto Rat-Man n. 19, ed. Panini Comics, aprile 2005 - Rat-Man Color Special n. 19, ed. Panini Comics, ottobre 2010 - Rat-Man Gigante n. 29, ed. Panini Comics, luglio 2016 - Rat-Man Saga n. 3, ed Panini Comics, marzo 2022 | - Prima apparizione di Tadeus Brakko Jr. |
| Il soldato                                    | 34     | Rat-Man Collection n. 37, ed. Panini Comics, luglio 2003 | - Tutto Rat-Man n. 20, ed. Panini Comics, agosto 2005 - Rat-Man - Superstorie di un supernessuno, ed. Rizzoli, giugno 2006 - Rat-Man Color Special n. 20, ed. Panini Comics, giugno 2011 - Rat-Man Gigante n. 30, ed. Panini Comics, agosto 2016 | - Data l'impossibilità di ristampare la storia Rat-Man contro il Punitore su Rat-Man Collection per questioni di copyright del Punitore, molte gag di quella storia sono state riutilizzate in questa |
| Sette giorni!                                 | 18     | Rat-Man Collection n. 39, ed. Panini Comics, novembre 2003 | - Tutto Rat-Man n. 21, ed. Panini Comics, dicembre 2005 - Rat-Man - Superstorie di un supernessuno, ed. Rizzoli, giugno 2006 - Rat-Man - Eroi per ridere su 100 anni di fumetto italiano n. 8, ed. Rcs, novembre 2009 - Rat-Man Color Special n. 17, ed. Panini Comics, giugno 2010 - Rat-Man Gigante n. 30, ed. Panini Comics, agosto 2016 | |
| La fuga di Rat-Man                            | 36     | Rat-Man Collection n. 41, ed. Panini Comics, marzo 2004 | - Tutto Rat-Man n. 22, ed. Panini Comics, aprile 2006 - Rat-Man Color Special n. 26, ed. Panini Comics, giugno 2013 - Rat-Man Gigante n. 31, ed. Panini Comics, settembre 2016 | - Prima parte della "Quadrilogia di dio" - La storia ha vinto il premio Fumo di China a Lucca Comics & Games nell'ottobre 2004 come "miglior episodio di serie per il fumetto umoristico" |
| Pubblicato a morte!                           | 34     | Rat-Man Collection n. 42, ed. Panini Comics, maggio 2004 | - Tutto Rat-Man n. 22, ed. Panini Comics, aprile 2006 - Rat-Man Color Special n. 26, ed. Panini Comics, giugno 2013 - Rat-Man Gigante nn. 31–32, ed. Panini Comics, settembre-ottobre 2016 | - Seconda parte della "Quadrilogia di dio" |
| Un classico del fumetto                       | 42     | Rat-Man Collection n. 43, ed. Panini Comics, luglio 2004 | - Tutto Rat-Man n. 23, ed. Panini Comics, agosto 2006 - Rat-Man Color Special n. 27, ed. Panini Comics, agosto 2013 - Rat-Man Gigante n. 32, ed. Panini Comics, ottobre 2016 | - Terza parte della "Quadrilogia di dio" |
| Kina!                                         | 48     | Rat-Man Collection n. 44, ed. Panini Comics, settembre 2004 | - Tutto Rat-Man n. 23, ed. Panini Comics, agosto 2006 - Rat-Man Color Special n. 27, ed. Panini Comics, agosto 2013 - Rat-Man Gigante n. 33, ed. Panini Comics, novembre 2016 | - Quarta parte della "Quadrilogia di dio" |
| Il Signore dei Ratti                          | 64     | Il Signore dei Ratti, su Special Events n. 45, ed. Panini Comics, ottobre 2004 | - Il Signore dei Ratti - Nuova edizione, su Special Events n. 56, ed. Panini Comics, marzo 2007 - Il Signore dei Ratti - Nuova ristampa, su Special Events n. 71, ed. Panini Comics, ottobre 2010 - Il Signore dei Ratti - Diamond Edition, su Cult Comics Initiative, ed. Panini Comics, agosto 2013 | - Parodia de Il Signore degli Anelli |
| Rat-Max                                       | 38     | Rat-Man Collection n. 45, ed. Panini Comics, novembre 2004 | - Rat-Man - Superstorie di un supernessuno, ed. Rizzoli, giugno 2006 - Tutto Rat-Man n. 24, ed. Panini Comics, dicembre 2006 - Rat-Man - Eroi per ridere su 100 anni di fumetto italiano n. 8, ed. Rcs, novembre 2009 - Rat-Man Color Special n. 22, ed. Panini Comics, ottobre 2011 - Rat-Man Gigante n. 34, ed. Panini Comics, dicembre 2016 - Rat-Man Saga n. 4, ed Panini Comics, marzo 2022 | |
| Camera 9                                      | 34     | Rat-Man Collection n. 46, ed. Panini Comics, gennaio 2005 | - Rat-Man - Superstorie di un supernessuno, ed. Rizzoli, giugno 2006 - Tutto Rat-Man n. 24, ed. Panini Comics, dicembre 2006 - Rat-Man Color Special n. 21, ed. Panini Comics, agosto 2011 - Rat-Man Gigante n. 35, ed. Panini Comics, gennaio 2017 - Rat-Man Saga n. 4, ed Panini Comics, marzo 2022 | |
| Scuola di fumetto                             | 36     | Rat-Man Collection n. 47, ed. Panini Comics, marzo 2005 | - Tutto Rat-Man n. 25, ed. Panini Comics, aprile 2007 - Rat-Man Color Special n. 28, ed. Panini Comics, ottobre 2013 - Rat-Man Gigante n. 36, ed. Panini Comics, febbraio 2017 | |
| Rat-Men                                       | 6      | Rat-Man Collection n. 48, ed. Panini Comics, maggio 2005 | - Tutto Rat-Man n. 25, ed. Panini Comics, aprile 2007 - Rat-Man Color Special n. 21, ed. Panini Comics, agosto 2011 - Rat-Man Gigante n. 38, ed. Panini Comics, aprile 2017 | |
| Star Rats - Episodio I                        | 54     | Star Rats - Episodio I, su Special Events n. 49, ed. Panini Comics, giugno 2005 | - Star Rats - Episodio I Nuova Edizione, su Panini Comics Presenta n. 22, ed. Panini Comics, novembre 2011 - Star Rats - Episodio I Nuova edizione, su Panini Comics Mix n. 49, ed. Panini Comics, ottobre 2014 - Star Rats - Episodio I, ed. Panini Comics, dicembre 2015 - Star Rats - Origini, ed. Panini Comics, novembre 2019 | - Parodia del film Star Wars: Episodio I - La minaccia fantasma |
| L'ombra su di me!                             | 30     | Rat-Man Collection n. 49, ed. Panini Comics, luglio 2005 | - Tutto Rat-Man n. 26, ed. Panini Comics, settembre 2007 - Rat-Man Color Special n. 29, ed. Panini Comics, giugno 2014 - Rat-Man Gigante n. 37, ed. Panini Comics, marzo 2017 - Rat-Man Saga n. 4, ed Panini Comics, marzo 2022 | - Prima parte della "Trilogia del Grande Nascondini" |
| Il migliore!                                  | 33     | Rat-Man Collection n. 50, ed. Panini Comics, settembre 2005 | - Tutto Rat-Man n. 26, ed. Panini Comics, settembre 2007 - Rat-Man Color Special n. 29, ed. Panini Comics, giugno 2014 - Rat-Man Gigante n. 37, ed. Panini Comics, marzo 2017 - Rat-Man Saga n. 4, ed Panini Comics, marzo 2022 | - Seconda parte della "Trilogia del Grande Nascondini" |
| La fine di Rat-Man!                           | 50     | Rat-Man Collection n. 51, ed. Panini Comics, novembre 2005 | - Tutto Rat-Man n. 27, ed. Panini Comics, gennaio 2008 - Rat-Man Color Special n. 30, ed. Panini Comics, agosto 2014 - Rat-Man Gigante n. 38, ed. Panini Comics, aprile 2017 - Rat-Man Saga n. 4, ed Panini Comics, marzo 2022 | - Terza parte della "Trilogia del Grande Nascondini" |
| I Fantastici!                                 | 36     | Rat-Man Collection n. 52, ed. Panini Comics, gennaio 2006 | - Tutto Rat-Man n. 27, ed. Panini Comics, gennaio 2008 - Rat-Man Color Special n. 30, ed. Panini Comics, agosto 2014 - Rat-Man Gigante n. 39, ed. Panini Comics, maggio 2017 - Rat-Man Saga n. 4, ed Panini Comics, marzo 2022 | - Prima parte della "Trilogia dei Fantastici" - Prima apparizione di Fisso |
| Il nemico tra noi!                            | 44     | Rat-Man Collection n. 53, ed. Panini Comics, marzo 2006 | - Tutto Rat-Man n. 28, ed. Panini Comics, aprile 2008 - Rat-Man Color Special n. 31, ed. Panini Comics, ottobre 2014 - Rat-Man Gigante n. 40, ed. Panini Comics, giugno 2017 - Rat-Man Saga n. 4, ed Panini Comics, marzo 2022 | - Seconda parte della "Trilogia dei Fantastici" |
| Abbandonati                                   | 48     | Rat-Man Collection n. 54, ed. Panini Comics, maggio 2006 | - Tutto Rat-Man n. 28, ed. Panini Comics, aprile 2008 - Rat-Man Color Special n. 31, ed. Panini Comics, ottobre 2014 - Rat-Man Gigante n. 41, ed. Panini Comics, luglio 2017 - Rat-Man Saga n. 4, ed Panini Comics, marzo 2022 | - Terza parte della "Trilogia dei Fantastici" |
| Stessa spiaggia, stesso sale                  | 22     | Rat-Man Collection n. 55, ed. Panini Comics, luglio 2006 | - Tutto Rat-Man n. 29, ed. Panini Comics, agosto 2008 - Rat-Man Color Special n. 21, ed. Panini Comics, agosto 2011 - Rat-Man Gigante n. 39, ed. Panini Comics, maggio 2017 | |
| La storia finita                              | 43     | Rat-Man Collection n. 56, ed. Panini Comics, settembre 2006 | - Tutto Rat-Man n. 29, ed. Panini Comics, agosto 2008 - Rat-Man Color Special n. 28, ed. Panini Comics, ottobre 2013 - Rat-Man Gigante n. 42, ed. Panini Comics, agosto 2017 | |
| Un nuovo inizio!                              | 34     | Rat-Man Collection n. 57, ed. Panini Comics, novembre 2006 | - Tutto Rat-Man n. 30, ed. Panini Comics, dicembre 2008 - Rat-Man Color Special n. 32, ed. Panini Comics, giugno 2015 - Rat-Man Gigante n. 43, ed. Panini Comics, settembre 2017 - Rat-Man Saga n. 5, ed Panini Comics, marzo 2022 | - Prima parte della "Quadrilogia del Rat-Man" - Prima apparizione del professor Klavius |
| Rat-Man contro Rat-Man!                       | 46     | Rat-Man Collection n. 58, ed. Panini Comics, gennaio 2007 | - Tutto Rat-Man n. 30, ed. Panini Comics, dicembre 2008 - Rat-Man Color Special n. 32, ed. Panini Comics, giugno 2015 (prima parte) - Rat-Man Color Special n. 33, ed. Panini Comics, agosto 2015 (seconda parte) - Rat-Man Gigante n. 43, ed. Panini Comics, settembre 2017 - Rat-Man Gigante n. 44, ed. Panini Comics, ottobre 2017 - Rat-Man Saga n. 5, ed Panini Comics, marzo 2022 | - Seconda parte della "Quadrilogia del Rat-Man" |
| Catastrofe!                                   | 44     | Rat-Man Collection n. 59, ed. Panini Comics, marzo 2007 | - Tutto Rat-Man n. 31, ed. Panini Comics, aprile 2009 - Rat-Man Color Special n. 33, ed. Panini Comics, agosto 2015 - Rat-Man Gigante n. 44, ed. Panini Comics, ottobre 2017 - Rat-Man Gigante n. 45, ed. Panini Comics, novembre 2017 - Rat-Man Saga n. 5, ed Panini Comics, marzo 2022 | - Terza parte della "Quadrilogia del Rat-Man" |
| Venga il mio regno!                           | 58     | Rat-Man Collection n. 60, ed. Panini Comics, maggio 2007 | - Tutto Rat-Man n. 31, ed. Panini Comics, aprile 2009 - Rat-Man Color Special n. 34, ed. Panini Comics, ottobre 2015 - Rat-Man Gigante n. 45, ed. Panini Comics, novembre 2017 - Rat-Man Saga n. 5, ed Panini Comics, marzo 2022 | - Quarta parte della "Quadrilogia del Rat-Man" |
| Era mio padre                                 | 44     | Rat-Man Collection n. 61, ed. Panini Comics, luglio 2007 | - Tutto Rat-Man n. 32, ed. Panini Comics, agosto 2009 - Rat-Man Gigante n. 46, ed. Panini Comics, dicembre 2017 - Rat-Man Saga n. 5, ed Panini Comics, marzo 2022 | |
| 299                                           | 55     | Rat-Man Collection n. 62, ed. Panini Comics, settembre 2007 | - Tutto Rat-Man n. 32, ed. Panini Comics, agosto 2009 - Rat-Man presenta: 299+1, su Special Events n. 66, ed. Panini Comics, novembre 2009 - Rat-Man Gigante n. 47, ed. Panini Comics, gennaio 2018 | - Prima parte della storia 299+1, parodia della graphic novel 300 e del film omonimo |
| +1                                            | 65     | Rat-Man Collection n. 63, ed. Panini Comics, novembre 2007 | - Rat-Man presenta: 299+1, su Special Events n. 66, ed. Panini Comics, novembre 2009 - Tutto Rat-Man n. 33, ed. Panini Comics, dicembre 2009 - Rat-Man Gigante n. 48, ed. Panini Comics, febbraio 2018 | - Seconda parte della storia 299+1 |
| Io sono leggenda                              | 34     | Rat-Man Collection n. 64, ed. Panini Comics, gennaio 2008 | - Tutto Rat-Man n. 33, ed. Panini Comics, dicembre 2009 - Rat-Man Gigante n. 49, ed. Panini Comics, marzo 2018 - Rat-Man Saga n. 6, ed Panini Comics, marzo 2022 | - Prima parte dell'"Esalogia della rinascita" |
| Venduto!                                      | 52     | Rat-Man Collection n. 65, ed. Panini Comics, marzo 2008 | - Tutto Rat-Man n. 34, ed. Panini Comics, aprile 2010 - Rat-Man Gigante n. 50, ed. Panini Comics, aprile 2018 - Rat-Man Saga n. 6, ed Panini Comics, marzo 2022 | - Seconda parte dell'"Esalogia della rinascita" |
| La caduta                                     | 58     | Rat-Man Collection n. 66, ed. Panini Comics, maggio 2008 | - Tutto Rat-Man n. 34, ed. Panini Comics, aprile 2010 - Rat-Man Gigante n. 51, ed. Panini Comics, maggio 2018 - Rat-Man Saga n. 6, ed Panini Comics, marzo 2022 | - Terza parte dell'"Esalogia della rinascita" |
| Quello che non mi uccide...                   | 58     | Rat-Man Collection n. 67, ed. Panini Comics, luglio 2008 | - Tutto Rat-Man n. 35, ed. Panini Comics, agosto 2010 - Rat-Man Gigante n. 52, ed. Panini Comics, giugno 2018 - Rat-Man Saga n. 6, ed Panini Comics, marzo 2022 | - Quarta parte dell'"Esalogia della rinascita" |
| Le cose cambiano                              | 42     | Rat-Man Collection n. 68, ed. Panini Comics, settembre 2008 | - Tutto Rat-Man n. 35, ed. Panini Comics, agosto 2010 - Rat-Man Gigante n. 53, ed. Panini Comics, luglio 2018 - Rat-Man Saga n. 6, ed Panini Comics, marzo 2022 | - Quinta parte dell'"Esalogia della rinascita" |
| E ora... Rat-Man                              | 70     | Rat-Man Collection n. 69, ed. Panini Comics, novembre 2008 | - Tutto Rat-Man n. 36, ed. Panini Comics, dicembre 2010 - Rat-Man Gigante n. 54, ed. Panini Comics, agosto 2018 - Rat-Man Saga n. 6, ed Panini Comics, marzo 2022 | - Sesta parte dell'"Esalogia della rinascita" |
| Buone fette                                   | 1      | Inserto del Corriere della sera Lombardia, 27 dicembre 2008 | - Rat-Man Collection n. 76, ed. Panini Comics, gennaio 2010 - Tutto Rat-Man n. 39, ed. Panini Comics, dicembre 2011 | - Tavola di auguri di buone feste |
| Ratto                                         | 50     | Rat-Man Collection n. 70, ed. Panini Comics, gennaio 2009 | - Tutto Rat-Man n. 36, ed. Panini Comics, dicembre 2010 - Ratto, su Cult Comics n. 81, ed. Panini Comics, luglio 2016 - Rat-Man Gigante n. 55, ed. Panini Comics, settembre 2018 | - Prima parte di una parodia dei film di Rambo |
| Ratto II - La vendetta!                       | 48     | Rat-Man Collection n. 71, ed. Panini Comics, marzo 2009 | - Tutto Rat-Man n. 37, ed. Panini Comics, aprile 2011 - Ratto, su Cult Comics n. 81, ed. Panini Comics, luglio 2016 - Rat-Man Gigante n. 56, ed. Panini Comics, ottobre 2018 | - Seconda parte della parodia dei film di Rambo |
| E adesso sposami!                             | 42     | Rat-Man Collection n. 72, ed. Panini Comics, maggio 2009 | - Tutto Rat-Man n. 37, ed. Panini Comics, aprile 2011 - Yellowǃ, ed. Panini Comics, agosto 2017 - Rat-Man Gigante n. 58, ed. Panini Comics, novembre 2018 | - Prima parte della "trilogia manga di Rat-Man" |
| Rat-Girl                                      | 54     | Rat-Man Collection n. 73, ed. Panini Comics, luglio 2009 | - Tutto Rat-Man n. 38, ed. Panini Comics, agosto 2011 - Yellowǃ, ed. Panini Comics, agosto 2017 - Rat-Man Gigante n. 59, ed. Panini Comics, gennaio 2018 | - Seconda parte della "trilogia manga di Rat-Man" |
| Che ci sia l'intelligenza!                    | 16     | Il Rat-Man enigmistico, su Special Events n. 65, ed. Panini Comics, luglio 2009 | - Il Rat-Man enigmistico - Prima ristampa, ed. Panini Comics, novembre 2010 - Rat-Man Gigante n. 40, ed. Panini Comics, giugno 2017 - L'inconcepibile Rat-Man, ed. Panini Comics, luglio 2018 | |
| Yellow!                                       | 60     | Rat-Man Collection n. 74, ed. Panini Comics, settembre 2009 | - Tutto Rat-Man n. 38, ed. Panini Comics, agosto 2011 - Yellowǃ, ed. Panini Comics, agosto 2017 - Rat-Man Gigante n. 60, ed. Panini Comics, febbraio 2018 | - Terza parte della "trilogia manga di Rat-Man" |
| Non di questo mondo!                          | 44     | Rat-Man Collection n. 75, ed. Panini Comics, novembre 2009 | - Tutto Rat-Man n. 39, ed. Panini Comics, dicembre 2011 - Rat-Man Gigante n. 57, ed. Panini Comics, novembre 2018 | |
| Tu non voltarti mai                           | 38     | Rat-Man Collection n. 76, ed. Panini Comics, gennaio 2010 | - Tutto Rat-Man n. 39, ed. Panini Comics, dicembre 2011 - Rat-Man Gigante n. 61, ed. Panini Comics, marzo 2019 - Rat-Man Saga n. 7, ed Panini Comics, marzo 2022 | - Prima parte dell'"Esalogia di New York" |
| Il nuovo mondo!                               | 46     | Rat-Man Collection n. 77, ed. Panini Comics, marzo 2010 | - Tutto Rat-Man n. 40, ed. Panini Comics, aprile 2012 - Rat-Man Gigante n. 62, ed. Panini Comics, aprile 2019 - Rat-Man Saga n. 7, ed Panini Comics, marzo 2022 | - Seconda parte dell'"Esalogia di New York" - Prima apparizione di Senso di Nano |
| Gli eroi più potenti del mondo! E io.         | 46     | Rat-Man Collection n. 78, ed. Panini Comics, maggio 2010 | - Tutto Rat-Man n. 40, ed. Panini Comics, aprile 2012 - Rat-Man Gigante n. 63, ed. Panini Comics, maggio 2019 - Rat-Man Saga n. 7, ed Panini Comics, marzo 2022 | - Terza parte dell'"Esalogia di New York" |
| Il nuovo Rat-Man!                             | 48     | Rat-Man Collection n. 79, ed. Panini Comics, luglio 2010 | - Tutto Rat-Man n. 41, ed. Panini Comics, agosto 2012 - Rat-Man Gigante n. 64, ed. Panini Comics, giugno 2019 - Rat-Man Saga n. 7, ed Panini Comics, marzo 2022 | - Quarta parte dell'"Esalogia di New York" |
| Il paradiso perduto                           | 50     | Rat-Man Collection n. 80, ed. Panini Comics, settembre 2010 | - Tutto Rat-Man n. 41, ed. Panini Comics, agosto 2012 - Rat-Man Gigante n. 65, ed. Panini Comics, luglio 2019 - Rat-Man Saga n. 7, ed Panini Comics, marzo 2022 | - Quinta parte dell'"Esalogia di New York" |
| Avarat (1 di 2)                               | 48     | Avarat (1 di 2), su Special Events n. 72, ed. Panini Comics, novembre 2010 | Avarat – Definitive Color Edition - ed. Panini Comics, ottobre 2022 | - Prima parte di una parodia del film Avatar - Storia tridimensionale - Allegato un paio di occhialini con lenti rossa e blu |
| Sia questa l'ultima battaglia!                | 64     | Rat-Man Collection n. 81, ed. Panini Comics, novembre 2010 | - Tutto Rat-Man n. 42, ed. Panini Comics, dicembre 2012 - Rat-Man Gigante n. 66, ed. Panini Comics, agosto 2019 - Rat-Man Saga n. 7, ed Panini Comics, marzo 2022 | - Sesta parte dell'"Esalogia di New York" |
| Avarat (2 di 2)                               | 38     | Avarat (2 di 2), su Special Events n. 73, ed. Panini Comics, dicembre 2010 | Avarat – Definitive Color Edition - ed. Panini Comics, ottobre 2022 | - Seconda parte di una parodia del film Avatar - Storia tridimensionale - Allegato un paio di occhialini con lenti rossa e blu |
| I Sacrificabili                               | 34     | Rat-Man Collection n. 82, ed. Panini Comics, gennaio 2011 | - Tutto Rat-Man n. 42, ed. Panini Comics, dicembre 2012 - Rat-Man Gigante n. 67, ed. Panini Comics, settembre 2019 | - Prima parte della "Quadrilogia dei Sacrificabili" - La quadrilogia ha vinto il premio Fede a Strisce 2011 nel luglio 2011 |
| E qualcuno morirà!                            | 46     | Rat-Man Collection n. 83, ed. Panini Comics, marzo 2011 | - Tutto Rat-Man n. 43, ed. Panini Comics, aprile 2013 - Rat-Man Gigante n. 68, ed. Panini Comics, ottobre 2019 | - Seconda parte della "Quadrilogia dei Sacrificabili" |
| I Dimenticati                                 | 60     | Rat-Man Collection n. 84, ed. Panini Comics, maggio 2011 | - Tutto Rat-Man n. 43, ed. Panini Comics, aprile 2013 - Rat-Man Gigante n. 69, ed. Panini Comics, novembre 2019 | - Terza parte della "Quadrilogia dei Sacrificabili" |
| Battaglia a Gerusalemme!                      | 62     | Rat-Man Collection n. 85, ed. Panini Comics, luglio 2011 | - Tutto Rat-Man n. 44, ed. Panini Comics, agosto 2013 - Rat-Man Gigante n. 70, ed. Panini Comics, dicembre 2019 | - Quarta parte della "Quadrilogia dei Sacrificabili" |
| Il prigioniero                                | 24     | Rat-Man Collection n. 86, ed. Panini Comics, settembre 2011 | - Tutto Rat-Man n. 44, ed. Panini Comics, agosto 2013 - Rat-Man Gigante n. 71, ed. Panini Comics, gennaio 2020 - Rat-Man Saga n. 8, ed Panini Comics, marzo 2022 | - Prima parte di una bilogia |
| Un mondo perduto                              | 24     | Rat-Man Collection n. 86, ed. Panini Comics, settembre 2011 | - Tutto Rat-Man n. 44, ed. Panini Comics, agosto 2013 - Rat-Man Gigante n. 71, ed. Panini Comics, gennaio 2020 - Rat-Man Saga n. 8, ed Panini Comics, marzo 2022 | - Prima parte di una bilogia |
| La breccia                                    | 28     | Rat-Man Collection n. 87, ed. Panini Comics, novembre 2011 | - Tutto Rat-Man n. 45, ed. Panini Comics, dicembre 2013 - Rat-Man Gigante n. 72, ed. Panini Comics, febbraio 2020 - Rat-Man Saga n. 8, ed Panini Comics, marzo 2022 | - Seconda parte di una bilogia |
| Ricordati di me                               | 32     | Rat-Man Collection n. 87, ed. Panini Comics, novembre 2011 | - Tutto Rat-Man n. 45, ed. Panini Comics, dicembre 2013 - Rat-Man Gigante n. 72, ed. Panini Comics, febbraio 2020 - Rat-Man Saga n. 8, ed Panini Comics, marzo 2022 | - Seconda parte di una bilogia |
| Il Grande Magazzi e il Principe Mezzo Rospo   | 40     | Rat-Man Collection n. 88, ed. Panini Comics, gennaio 2012 | - Tutto Rat-Man n. 45, ed. Panini Comics, dicembre 2013 - Il Grande Magazzi, su Special Events n. 88, ed. Panini Comics, maggio 2015 - Rat-Man Gigante n. 73, ed. Panini Comics, marzo 2020 | - Prima parte della "trilogia del Grande Magazzi" (parodia delle saghe di Harry Potter e Twilight) |
| La donna filosofale                           | 44     | Rat-Man Collection n. 89, ed. Panini Comics, marzo 2012 | - Tutto Rat-Man n. 46, ed. Panini Comics, aprile 2014 - Il Grande Magazzi, su Special Events n. 88, ed. Panini Comics, maggio 2015 - Rat-Man Gigante n. 74, ed. Panini Comics, aprile 2020 | - Seconda parte della "trilogia del Grande Magazzi" |
| Il Grande Magazzi e la Camera delle Sorprese  | 46     | Rat-Man Collection n. 90, ed. Panini Comics, maggio 2012 | - Tutto Rat-Man n. 46, ed. Panini Comics, aprile 2014 - Il Grande Magazzi, su Special Events n. 88, ed. Panini Comics, maggio 2015 - Rat-Man Gigante n. 75, ed. Panini Comics, maggio 2020 | - Terza parte della "trilogia del Grande Magazzi" |
| La discesa                                    | 24     | Rat-Man Collection n. 91, ed. Panini Comics, luglio 2012 | - Tutto Rat-Man n. 47, ed. Panini Comics, agosto 2014 - Rat-Man Gigante n. 76, ed. Panini Comics, giugno 2020 - Rat-Man Saga n. 8, ed Panini Comics, marzo 2022 | - Prima parte della trilogia "Criminale" |
| Il male minore                                | 24     | Rat-Man Collection n. 91, ed. Panini Comics, luglio 2012 | - Tutto Rat-Man n. 47, ed. Panini Comics, agosto 2014 - Rat-Man Gigante n. 76, ed. Panini Comics, giugno 2020 - Rat-Man Saga n. 8, ed Panini Comics, marzo 2022 | - Prima parte della trilogia "Criminale" |
| L'agenda della morte                          | 12     | Rat-Man - L'agenda della morte (allegato alla Rat-Agenda 2013), ed. Panini Comics, agosto 2012 | - Rat-Man Gigante n. 41, ed. Panini Comics, luglio 2017 - Rat-Man - L'agenda della morte, su Special Events n. 79, ed. Panini Comics, settembre 2012 - L'inconcepibile Rat-Man, ed. Panini Comics, luglio 2018 | - Parodia di Death Note |
| Il rettile                                    | 24     | Rat-Man Collection n. 92, ed. Panini Comics, settembre 2012 | - Tutto Rat-Man n. 47, ed. Panini Comics, agosto 2014 - Rat-Man Gigante n. 77, ed. Panini Comics, luglio 2020 - Rat-Man Saga n. 8, ed Panini Comics, marzo 2022 | - Seconda parte della trilogia "Criminale" |
| Il segreto del supereroe!                     | 22     | Rat-Man Collection n. 92, ed. Panini Comics, settembre 2012 | - Tutto Rat-Man n. 47, ed. Panini Comics, agosto 2014 - Rat-Man Gigante n. 77, ed. Panini Comics, luglio 2020 - Rat-Man Saga n. 8, ed Panini Comics, marzo 2022 | - Seconda parte della trilogia "Criminale" |
| Allen                                         | 72     | Allen, su Special Events n. 80, ed. Panini Comics, novembre 2012 | | - Parodia di Prometheus e di Alien |
| Finché morte non ci separi!                   | 26     | Rat-Man Collection n. 93, ed. Panini Comics, novembre 2012 | - Tutto Rat-Man n. 48, ed. Panini Comics, dicembre 2014 - Rat-Man Gigante n. 78, ed. Panini Comics, agosto 2020 - Rat-Man Saga n. 8, ed Panini Comics, marzo 2022 | - Terza parte della trilogia "Criminale" |
| L'onda                                        | 30     | Rat-Man Collection n. 93, ed. Panini Comics, novembre 2012 | - Tutto Rat-Man n. 48, ed. Panini Comics, dicembre 2014 - Rat-Man Gigante n. 78, ed. Panini Comics, agosto 2020 - Rat-Man Saga n. 8, ed Panini Comics, marzo 2022 | - Terza parte della trilogia "Criminale" |
| I nuovi eroi                                  | 24     | Rat-Man Collection n. 94, ed. Panini Comics, gennaio 2013 | - Tutto Rat-Man n. 48, ed. Panini Comics, dicembre 2014 - Rat-Man Gigante n. 79, ed. Panini Comics, settembre 2020 - Rat-Man Saga n. 9, ed Panini Comics, marzo 2022 | - Prima parte della "Saga dei Vendicatopi" |
| Se questo è un sogno!                         | 26     | Rat-Man Collection n. 94, ed. Panini Comics, gennaio 2013 | - Tutto Rat-Man n. 48, ed. Panini Comics, dicembre 2014 - Rat-Man Gigante n. 79, ed. Panini Comics, settembre 2020 - Rat-Man Saga n. 9, ed Panini Comics, marzo 2022 | - Prima parte della "Saga dei Vendicatopi" |
| Per vivere domani!                            | 32     | Rat-Man Collection n. 95, ed. Panini Comics, marzo 2013 | - Tutto Rat-Man n. 49, ed. Panini Comics, aprile 2015 - Rat-Man Gigante n. 80, ed. Panini Comics, ottobre 2020 - Rat-Man Saga n. 9, ed Panini Comics, marzo 2022 | - Seconda parte della "Saga dei Vendicatopi" |
| I Vendicatopi                                 | 28     | Rat-Man Collection n. 95, ed. Panini Comics, marzo 2013 | - Tutto Rat-Man n. 49, ed. Panini Comics, aprile 2015 - Rat-Man Gigante n. 80, ed. Panini Comics, ottobre 2020 - Rat-Man Saga n. 9, ed Panini Comics, marzo 2022 | - Seconda parte della "Saga dei Vendicatopi" |
| Battaglia per la Terra!                       | 26     | Rat-Man Collection n. 96, ed. Panini Comics, maggio 2013 | - Tutto Rat-Man n. 49, ed. Panini Comics, aprile 2015 - Rat-Man Gigante n. 81, ed. Panini Comics, novembre 2020 - Rat-Man Saga n. 9, ed Panini Comics, marzo 2022 | - Terza parte della "Saga dei Vendicatopi" |
| I Vendicatopi sono finiti!                    | 26     | Rat-Man Collection n. 96, ed. Panini Comics, maggio 2013 | - Tutto Rat-Man n. 49, ed. Panini Comics, aprile 2015 - Rat-Man Gigante n. 81, ed. Panini Comics, novembre 2020 - Rat-Man Saga n. 9, ed Panini Comics, marzo 2022 | - Terza parte della "Saga dei Vendicatopi" |
| La scelta!                                    | 28     | Rat-Man Collection n. 97, ed. Panini Comics, luglio 2013 | - Tutto Rat-Man n. 50, ed. Panini Comics, luglio 2015 - Rat-Man Gigante n. 82, ed. Panini Comics, dicembre 2020 - Rat-Man Saga n. 9, ed Panini Comics, marzo 2022 | - Quarta parte della "Saga dei Vendicatopi" |
| Il palazzo                                    | 30     | Rat-Man Collection n. 97, ed. Panini Comics, luglio 2013 | - Tutto Rat-Man n. 50, ed. Panini Comics, luglio 2015 - Rat-Man Gigante n. 82, ed. Panini Comics, dicembre 2020 - Rat-Man Saga n. 9, ed Panini Comics, marzo 2022 | - Quarta parte della "Saga dei Vendicatopi" |
| L'artista                                     | 14     | L'artista, su Special Events n. 82, ed. Panini Comics, agosto 2013 | - Rat-Man Gigante n. 42, ed. Panini Comics, agosto 2017 - L'inconcepibile Rat-Man, ed. Panini Comics, luglio 2018 | - Allegato alla Rat-Agenda 2014 da libreria |
| Il sogno di una vita!                         | 26     | Rat-Man Collection n. 98, ed. Panini Comics, settembre 2013 | - Tutto Rat-Man n. 50, ed. Panini Comics, luglio 2015 - Rat-Man Gigante n. 83, ed. Panini Comics, dicembre 2020 - Rat-Man Saga n. 9, ed Panini Comics, marzo 2022 | - Quinta parte della "Saga dei Vendicatopi" |
| Stanotte muoio!                               | 28     | Rat-Man Collection n. 98, ed. Panini Comics, settembre 2013 | - Tutto Rat-Man n. 50, ed. Panini Comics, luglio 2015 - Rat-Man Gigante n. 83, ed. Panini Comics, dicembre 2020 - Rat-Man Saga n. 9, ed Panini Comics, marzo 2022 | - Quinta parte della "Saga dei Vendicatopi" |
| L'ultima squadra                              | 26     | Rat-Man Collection n. 99, ed. Panini Comics, novembre 2013 | - Tutto Rat-Man n. 51, ed. Panini Comics, dicembre 2015 - Rat-Man Gigante n. 84, ed. Panini Comics, febbraio 2021 - Rat-Man Saga n. 9, ed Panini Comics, marzo 2022 | - Sesta parte della "Saga dei Vendicatopi" |
| Il trionfo del topo!                          | 32     | Rat-Man Collection n. 99, ed. Panini Comics, novembre 2013 | - Tutto Rat-Man n. 51, ed. Panini Comics, dicembre 2015 - Rat-Man Gigante n. 84, ed. Panini Comics, febbraio 2021 - Rat-Man Saga n. 9, ed Panini Comics, marzo 2022 | - Sesta parte della "Saga dei Vendicatopi" |
| Ratolik                                       | 116    | Ratolik, su Special Events n. 83, ed. Panini Comics, novembre 2013 | - Il Grande Ratolik, ed. Panini Comics, dicembre 2020 | - Omaggio a Diabolik |
| E venne il giorno!                            | 80     | Rat-Man Collection n. 100, ed. Panini Comics, gennaio 2014 | - Tutto Rat-Man n. 51, ed. Panini Comics, dicembre 2015 - Rat-Man Gigante n. 85, ed. Panini Comics, marzo 2021 | - Storia speciale celebrativa per i 100 numeri di Rat-Man Collection - Contiene la storia Ognuno ha i suoi problemi, storia inviata insieme a Le sconvolgenti origini del Rat-Man per il premio come miglior autore esordiente organizzato da Spot nel 1989 (che poi non vinse) |
| L'ora più buia                                | 36     | Rat-Man Collection n. 101, ed. Panini Comics, marzo 2014 | - Tutto Rat-Man n. 52, ed. Panini Comics, aprile 2016 - Rat-Man Gigante n. 86, ed. Panini Comics, aprile 2021 - Rat-Man Saga n. 10, ed Panini Comics, marzo 2022 | - Prima parte di una pentalogia |
| Caccia al Ratto!                              | 44     | Rat-Man Collection n. 102, ed. Panini Comics, maggio 2014 | - Tutto Rat-Man n. 52, ed. Panini Comics, aprile 2016 - Rat-Man Gigante n. 87, ed. Panini Comics, maggio 2021 - Rat-Man Saga n. 10, ed Panini Comics, marzo 2022 | - Seconda parte di una pentalogia |
| Le ombre dei figli                            | 50     | Rat-Man Collection n. 103, ed. Panini Comics, luglio 2014 | - Tutto Rat-Man n. 53, ed. Panini Comics, agosto 2016 - Rat-Man Gigante n. 88, ed. Panini Comics, giugno 2021 - Rat-Man Saga n. 10, ed Panini Comics, marzo 2022 | - Terza parte di una pentalogia |
| La salita!                                    | 28     | La salita!, su Rat-Man Gigante Iniziative. Rat-Man - La Rat-agenda dei supereroi, ed. Panini Comics, agosto 2014 | - Rat-Man Gigante n. 36, ed. Panini Comics, gennaio 2017 - L'inarrivabile Rat-Man, ed. Panini Comics, luglio 2019 | - Allegato alla Rat-Agenda 2015 da libreria |
| Salvate Valker!                               | 54     | Rat-Man Collection n. 104, ed. Panini Comics, settembre 2014 | - Tutto Rat-Man n. 53, ed. Panini Comics, agosto 2016 - Rat-Man Gigante n. 89, ed. Panini Comics, luglio 2021 - Rat-Man Saga n. 10, ed Panini Comics, marzo 2022 | - Quarta parte di una pentalogia |
| Lotta nell'abisso!                            | 52     | Rat-Man Collection n. 105, ed. Panini Comics, novembre 2014 | - Tutto Rat-Man n. 54, ed. Panini Comics, dicembre 2016 - Rat-Man Gigante n. 90, ed. Panini Comics, agosto 2021 - Rat-Man Saga n. 10, ed Panini Comics, marzo 2022 | - Quinta parte di una pentalogia |
| Star Rats - Episodio II                       | 60     | Star Rats - Episodio II, su Special Events n. 87, ed. Panini Comics, novembre 2014 | - Star Rats - Episodio II prima ristampa, ed. Panini Comics, dicembre 2015 - Star Rats - Origini, ed. Panini Comics, novembre 2019 | - Parodia del film Star Wars: Episodio II - L'attacco dei cloni |
| La gladiatora                                 | 12     | Rat-Man Gigante n. 11, ed. Panini Comics, gennaio 2015 | - L'inconcepibile Rat-Man, ed. Panini Comics, luglio 2018 | - Parodia del film Il gladiatore |
| The Walking Rat                               | 24     | Rat-Man Collection n. 106, ed. Panini Comics, gennaio 2015 | - The Walking Rat, ed. Panini Comics, novembre 2016 - Tutto Rat-Man n. 54, ed. Panini Comics, dicembre 2016 - Rat-Man Gigante n. 91, ed. Panini Comics, settembre 2021 | - Prima parte della trilogia The Walking Rat, parodia del fumetto e della serie televisiva The Walking Dead |
| Il confine                                    | 28     | Rat-Man Collection n. 106, ed. Panini Comics, gennaio 2015 | - The Walking Rat, ed. Panini Comics, novembre 2016 - Tutto Rat-Man n. 54, ed. Panini Comics, dicembre 2016 - Rat-Man Gigante n. 91, ed. Panini Comics, settembre 2021 | - Prima parte di una trilogia The Walking Rat, parodia di The Walking Dead |
| La città dei morti viventi                    | 24     | Rat-Man Collection n. 107, ed. Panini Comics, marzo 2015 | - The Walking Rat, ed. Panini Comics, novembre 2016 - Tutto Rat-Man n. 55, ed. Panini Comics, marzo 2017 - Rat-Man Gigante n. 92, ed. Panini Comics, ottobre 2021 | - Seconda parte di una trilogia The Walking Rat, parodia di The Walking Dead |
| Paura nella città dei morti viventi!          | 28     | Rat-Man Collection n. 107, ed. Panini Comics, marzo 2015 | - The Walking Rat, ed. Panini Comics, novembre 2016 - Tutto Rat-Man n. 55, ed. Panini Comics, marzo 2017 - Rat-Man Gigante n. 92, ed. Panini Comics, ottobre 2021 | - Seconda parte di una trilogia The Walking Rat, parodia di The Walking Dead |
| Spazio al 1999!                               | 4      | Rat-Man Gigante n. 15, ed. Panini Comics, maggio 2015 | | - Parodia della serie televisiva Spazio 1999 |
| Il trionfo dei morti viventi!                 | 24     | Rat-Man Collection n. 108, ed. Panini Comics, maggio 2015 | - The Walking Rat, ed. Panini Comics, novembre 2016 - Tutto Rat-Man n. 55, ed. Panini Comics, marzo 2017 - Rat-Man Gigante n. 93, ed. Panini Comics, novembre 2021 | - Terza parte di una trilogia The Walking Rat, parodia di The Walking Dead |
| Che ci sia la vita!                           | 28     | Rat-Man Collection n. 108, ed. Panini Comics, maggio 2015 | - The Walking Rat, ed. Panini Comics, novembre 2016 - Tutto Rat-Man n. 55, ed. Panini Comics, marzo 2017 - Rat-Man Gigante n. 93, ed. Panini Comics, novembre 2021 | - Terza parte di una trilogia The Walking Rat, parodia di The Walking Dead |
| La falena                                     | 26     | Rat-Man Collection n. 109, ed. Panini Comics, luglio 2015 | - Tutto Rat-Man n. 56, ed. Panini Comics, agosto 2017 - Rat-Man Gigante n. 94, ed. Panini Comics, dicembre 2021 - Rat-Man Saga n. 10, ed Panini Comics, marzo 2022 | - Prima parte della "Quadrilogia del Tempo Perduto" o "Quadrilogia del Passato" |
| Un giorno qualunque                           | 24     | Rat-Man Collection n. 109, ed. Panini Comics, luglio 2015 | - Tutto Rat-Man n. 56, ed. Panini Comics, agosto 2017 - Rat-Man Gigante n. 94, ed. Panini Comics, dicembre 2021 - Rat-Man Saga n. 10, ed Panini Comics, marzo 2022 | - Prima parte della "Quadrilogia del Tempo Perduto" o "Quadrilogia del Passato" |
| Ritorno al passato!                           | 28     | Rat-Man Collection n. 110, ed. Panini Comics, settembre 2015 | - Tutto Rat-Man n. 56, ed. Panini Comics, agosto 2017 - Rat-Man Gigante n. 95, ed. Panini Comics, gennaio 2022 - Rat-Man Saga n. 10, ed Panini Comics, marzo 2022 | - Seconda parte della "Quadrilogia del Tempo Perduto" o "Quadrilogia del Passato". |
| Una vecchia speranza                          | 24     | Rat-Man Collection n. 110, ed. Panini Comics, settembre 2015 | - Tutto Rat-Man n. 56, ed. Panini Comics, agosto 2017 - Rat-Man Gigante n. 95, ed. Panini Comics, gennaio 2022 - Rat-Man Saga n. 10, ed Panini Comics, marzo 2022 | - Seconda parte della "Quadrilogia del Tempo Perduto" o "Quadrilogia del Passato" |
| Nel nome del padre                            | 32     | Rat-Man Collection n. 111, ed. Panini Comics, novembre 2015 | - Tutto Rat-Man n. 57, ed. Panini Comics, dicembre 2017 - Rat-Man Gigante n. 96, ed. Panini Comics, febbraio 2022 - Rat-Man Saga n. 10, ed Panini Comics, marzo 2022 | - Terza parte della "Quadrilogia del Tempo Perduto" o "Quadrilogia del Passato" |
| La caccia!                                    | 26     | Rat-Man Collection n. 111, ed. Panini Comics, novembre 2015 | - Tutto Rat-Man n. 57, ed. Panini Comics, dicembre 2017 - Rat-Man Gigante n. 96, ed. Panini Comics, febbraio 2022 - Rat-Man Saga n. 10, ed Panini Comics, marzo 2022 | - Terza parte della "Quadrilogia del Tempo Perduto" o "Quadrilogia del Passato" |
| Star Rats - Episodio III                      | 52     | Star Rats - Episodio III, su Tutto Rat-Man Iniziative, ed. Panini Comics, dicembre 2015 | - Star Rats - Origini, ed. Panini Comics, novembre 2019 | - Parodia del film Star Wars: Episodio III - La vendetta dei Sith. |
| La fine di Valker - Prima parte               | 26     | Rat-Man Collection n. 112, ed. Panini Comics, gennaio 2016 | - Tutto Rat-Man n. 57, ed. Panini Comics, dicembre 2017 - Rat-Man Saga n. 10, ed Panini Comics, marzo 2022 | - Quarta parte della "Quadrilogia del Tempo Perduto" o "Quadrilogia del Passato" |
| La fine di Valker - Seconda parte             | 32     | Rat-Man Collection n. 112, ed. Panini Comics, gennaio 2016 | - Tutto Rat-Man n. 57, ed. Panini Comics, dicembre 2017 - Rat-Man Saga n. 10, ed Panini Comics, marzo 2022 | - Quarta parte della "Quadrilogia del Tempo Perduto" o "Quadrilogia del Passato" |
| Il Rat-Man                                    | 52     | Rat-Man Collection n. 113, ed. Panini Comics, marzo 2016 | - Rat-Man - La fine!, ed. Panini Comics, settembre 2017 - Tutto Rat-Man n. 58, ed. Panini Comics, marzo 2018 - Rat-Man Saga n. 11, ed Panini Comics, marzo 2022 | - Prima parte di dieci della saga conclusiva di Rat-Man |
| Non avrai altro Dio                           | 44     | Rat-Man Collection n. 114, ed. Panini Comics, maggio 2016 | - Rat-Man - La fine!, ed. Panini Comics, settembre 2017 - Tutto Rat-Man n. 58, ed. Panini Comics, marzo 2018 - Rat-Man Saga n. 11, ed Panini Comics, marzo 2022 | - Seconda parte di dieci della saga conclusiva di Rat-Man |
| Il dubbio                                     | 56     | Rat-Man Collection n. 115, ed. Panini Comics, luglio 2016 | - Rat-Man - La fine!, ed. Panini Comics, settembre 2017 - Tutto Rat-Man n. 59, ed. Panini Comics, agosto 2018 - Rat-Man Saga n. 11, ed Panini Comics, marzo 2022 | - Terza parte di dieci della saga conclusiva di Rat-Man |
| Colpire il Rat-Man!                           | 58     | Rat-Man Collection n. 116, ed. Panini Comics, settembre 2016 | - Rat-Man - La fine!, ed. Panini Comics, settembre 2017 - Tutto Rat-Man n. 59, ed. Panini Comics, agosto 2018 - Rat-Man Saga n. 11, ed Panini Comics, marzo 2022 | - Quarta parte di dieci della saga conclusiva di Rat-Man |
| Il prezzo della solitudine!                   | 60     | Rat-Man Collection n. 117, ed. Panini Comics, novembre 2016 | - Rat-Man - La fine!, ed. Panini Comics, settembre 2017 - Tutto Rat-Man n. 60, ed. Panini Comics, novembre 2018 - Rat-Man Saga n. 11, ed Panini Comics, marzo 2022 | - Quinta parte di dieci della saga conclusiva di Rat-Man |
| Identificato!                                 | 22     | Rat-Man Gigante n. 34, ed. Panini Comics, dicembre 2016 | - L'inarrivabile Rat-Man, ed. Panini Comics, luglio 2019 | - Parodia della serie televisiva UFO |
| L'ombra di Tòpin!                             | 58     | Rat-Man Collection n. 118, ed. Panini Comics, gennaio 2017 | - Rat-Man - La fine!, ed. Panini Comics, settembre 2017 - Tutto Rat-Man n. 60, ed. Panini Comics, novembre 2018 - Rat-Man Saga n. 11, ed Panini Comics, marzo 2022 | - Sesta parte di dieci della saga conclusiva di Rat-Man |
| Corso di fumetto                              |        | Rat-Man Gigante n. 36, ed. Panini Comics, febbraio 2017 | | |
| Onora il padre!                               | 62     | Rat-Man Collection n. 119, ed. Panini Comics, marzo 2017 | - Rat-Man - La fine!, ed. Panini Comics, settembre 2017 - Tutto Rat-Man n. 61, ed. Panini Comics, aprile 2019 - Rat-Man Saga n. 12, ed Panini Comics, marzo 2022 | - Settima parte di dieci della saga conclusiva di Rat-Man |
| L'ultimo eroe!                                | 72     | Rat-Man Collection n. 120, ed. Panini Comics, maggio 2017 | - Rat-Man - La fine!, ed. Panini Comics, settembre 2017 - Tutto Rat-Man n. 61, ed. Panini Comics, aprile 2019 - Rat-Man Saga n. 12, ed Panini Comics, marzo 2022 | - Ottava parte di dieci della saga conclusiva di Rat-Man |
| L'ira di Valker                               | 72     | Rat-Man Collection n. 121, ed. Panini Comics, luglio 2017 | - Rat-Man - La fine!, ed. Panini Comics, settembre 2017 - Tutto Rat-Man n. 62, ed. Panini Comics, agosto 2019 - Rat-Man Saga n. 12, ed Panini Comics, marzo 2022 | - Nona parte di dieci della saga conclusiva di Rat-Man |
| Quando tutto finisce!                         | 110    | Rat-Man Collection n. 122, ed. Panini Comics, settembre 2017 | - Rat-Man - La fine!, ed. Panini Comics, settembre 2017 - Tutto Rat-Man n. 62, ed. Panini Comics, agosto 2019 - Rat-Man Saga n. 12, ed Panini Comics, marzo 2022 | - Decima (e ultima) parte di dieci della saga conclusiva di Rat-Man |
| C'è spazio per tutti                          | 250    | C'è spazio per tutti, ed. Panini Comics, novembre 2017 | - C'è spazio per tutti - Prima parte, ed. Panini Comics, marzo 2018 - C'è spazio per tutti - Seconda parte, ed. Panini Comics, marzo 2018 | |
| L'ultimo spettacolo                           | 26     | Rat-Man Gigante n. 49, ed. Panini Comics, marzo 2018 | - L'inafferrabile Rat-Man, ed. Panini Comics, luglio 2020 | |
| Sotto il costume niente                       | 40     | Rat-Boy, ed. Panini Comics, maggio 2018 | | |
| Sotto il costume niente, parte seconda        | 50     | Rat-Boy, ed. Panini Comics, maggio 2018 | | |
| La porta                                      | 42     | Rat-Man Collection n. 123, ed. Panini Comics, maggio 2018 | | |
| Luna 2069                                     | 240    | Luna 2069, ed. Feltrinelli Comics, ottobre 2019 | | |
| Star Rats: Stella                             | 32     | Star Rats 1 - Cover A, ed. Panini Comics, marzo 2020 Star Rats 1 - Cover B, ed. Panini Comics, marzo 2020 | - Star Rats: Eredità, ed. Panini Comics, novembre 2021 | - Prima parte della parodia del film Star Wars - Il risveglio della Forza |
| Star Rats: Il Male colpisce ancora!           | 32     | Star Rats 2 - ed. Panini Comics, aprile 2020 | - Star Rats: Eredità, ed. Panini Comics, novembre 2021 | |
| Star Rats: La Maschera                        | 32     | Star Rats 3 - ed. Panini Comics, maggio 2020 | - Star Rats: Eredità, ed. Panini Comics, novembre 2021 | |
| Star Rats: L'ultima speranza                  | 32     | Star Rats 4 - ed. Panini Comics, giugno 2020 | - Star Rats: Eredità, ed. Panini Comics, novembre 2021 | |
| Star Rats: Minaccia dal passato               | 32     | Star Rats 5 - ed. Panini Comics, luglio 2020 | - Star Rats: Eredità, ed. Panini Comics, novembre 2021 | |
| Star Rats: Il ritorno di Rat-Man              | 32     | Star Rats 6 - ed. Panini Comics, agosto 2020 | - Star Rats: Eredità, ed. Panini Comics, novembre 2021 | |
| Il cercatore                                  | 128    | Il Cercatore - ed. Panini Comics, ottobre 2020 | | Parodia de Il Signore degli Anelli e di Indiana Jones |
| Matana                                        | 32     | Matana 1 - ed. Panini Comics, marzo 2021 (I parte) Matana 2 - ed. Panini Comics, aprile 2021 (II parte) Matana 3 - ed. Panini Comics, maggio 2021 (III parte) Matana 4 - ed. Panini Comics, giugno 2021 (IV parte) Matana 5 - ed. Panini Comics, luglio 2021 (V parte) Matana 6 - ed. Panini Comics, agosto 2021 (VI parte)                                                            | Matana - ed. Panini Comics, novembre 2023 | |
| Blu Tramonto                                  | 224    | Blu tramonto, ed. Feltrinelli Comics, ottobre 2021 | | |
| Night-Man                                     | 28     | Night-Man 1 - ed. Panini Comics, settembre 2022 (I parte) Night-Man 2 - ed. Panini Comics, ottobre 2022 (II parte) Night-Man 3 - ed. Panini Comics, novembre 2022 (III parte) Night-Man 4 - ed. Panini Comics, dicembre 2022 (IV parte) Night-Man 5 - ed. Panini Comics, gennaio 2023 (V parte) Night-Man 6 - ed. Panini Comics, febbraio 2023 (VI parte)                              | Night-Man - ed. Panini Comics, novembre 2024 | |
| Gli Infallibili                               | 44     | Gli Infallibili 1 - ed. Panini Comics, maggio 2024 (I parte) Gli Infallibili 2 - ed. Panini Comics, giugno 2024 (II parte) Gli Infallibili 3 - ed. Panini Comics, luglio 2024 (III parte) Gli Infallibili 4 - ed. Panini Comics, agosto 2024 (IV parte) Gli Infallibili 5 - ed. Panini Comics, settembre 2024 (V parte) Gli Infallibili 6 - ed. Panini Comics, ottobre 2024 (VI parte) | | |

## Storie di altri autori
- Quark (ed. Graffiti, settembre 1998) realizzato per la Comiconvention Milano '98: interpretazioni di Rat-Man a opera di Andrea Bormida, Patrizia Mandanici, Stefano Martino, Teresa Marzia, Davide Pettani e Giacomo Pueroni
- Rat-Man kaj Esperanto (2007), di Daniele Binaghi (testi) e Andrea Rossetto (disegni), a cura di Gioventù Esperantista Italiana ed Espéranto-Jeunes, in lingua esperanto[45]
- Rat-Man Collection n. 48, maggio 2005
  - Senzappello! (12 pagine), di Marcello Cavalli, Michele Ampollini e Giorgio Cantù
  - C'era una volta... (per una volta) (12 pagine), di Clod
  - Contratto col Ratto (12 pagine), di Massimo Bonfatti
  - Sacrifici (13 pagine), di Marcello Cavalli, Michele Ampollini e Donald Soffritti
- Training Day: in A Panda piace... fare i fumetti degli altri (e viceversa), di Giacomo Bevilacqua, Panini Comics, novembre 2014 8 pp.[46]

## Edizioni estere
Croazia
- Rat-Man (bimestrale in bianco e nero, ed. Fibra)[47]
  - Rat-Man n. 1, Kako je (potresno) nastao Rat-Man, giugno 2011
Contiene le storie: Le sconvolgenti origini del Rat-Man ("Kako je (potresno) nastao Rat-Man"), Rat-Man contro il Ragno! ("Rat-Man protiv Pauka"), La minaccia verde! ("Zelena opasnost"), Tòpin! The Wonder Mouse ("Miško, čudo od miša"), Dal futuro ("Iz budućnosti"), La Gatta! ("Maca")
  - Rat-Man n. 2, Tajni tim, agosto 2011
Contiene le storie: Week-end di torrone ("Mandulatov vikend"), L'araldo! ("Glasnik"), Il ritorno! ("Povratak"), La squadra segreta! ("Tajni tim"), Venerdì 12: L'orrenda genesi!  ("Petak 12: Užasna geneza")
  - Rat-Man n. 3, Dosje R, ottobre 2011
Contiene le storie: L'ultimo segreto ("Posljednja tajna"), L'incredibile Ik! ("Nevjerojatni Lik"), The R-File! ("Dosje R"), La tela strappata! ("Poderano platno"), Venerdì 12: La dimenticanza!  ("Petak 12: Zaborav")
  - Rat-Man n. 4, Veliki Ratzinga, dicembre 2011
Contiene le storie: L'ira di Cover-Man! ("Kad bjesni Cover-Man"), Caccia al Ragno! ("Lov na Pauka"), Il grande Ratzinga!  ("Veliki Ratzinga"), Operazione Geode! ("Operacija Geoda"), Venerdì 12: La telefonata ("Petak 12: Telefonski poziv"), Venerdì 12: La vittima designata! ("Petak 12: Označena žrtva"),Venerdì 12: La festa ("Petak 12: Tulum")
  - Rat-Man n. 5, Jasminka Barbarka, marzo 2012
Contiene le storie: Cinzia la barbara! ("Jasminka Barbarka"), Dimenticati dal tempo!  ("Vrijeme ih je zaboravilo!"), Rat-Man vs. Erinni: Il bacio della morte ("Poljubac smrti"), I futuri sposi! ("Mladenci"), Io, il clone! ("Ja, klon")
  - Rat-Man n. 6, Ja, Rat-Man, luglio 2012
Contiene le storie: Crisi! ("Kriza!"), Io, il Rat-Man ("Ja, Rat-Man"), Rat-Man: 1999 ("Rat-Man: 1999"), Le sconvolgenti origini del Rat-Man ("Kako je (potresno) nastao Rat-Man"), Venerdì 12: Resa ("Petak 12: Predaja")
  - Rat-Man n. 7, Internaut, gennaio 2013
Contiene le storie: L'internauta ("Internaut"), The King ("The King"), Titanic: 2000 ("Titanic: 2000"), Ex-Men ("Ex-Men; Zarobljenici negativne zone"), Niente è per sempre ("Ništa nije vječno"), Venerdì 12: L'annuncio ("Petak 12: Mali oglas"), Venerdì 12: Il giorno di San Valentino ("Petak 12: Valentinovo")
  - Rat-Man n. 8, Superjunak, maggio 2013
Contiene le storie: L'allievo ("Učenik"), Un uomo in calzamaglia ("Muškarac u tajicama"), Il supereroe ("Superjunak"), Venerdì 12: Doppia coppia – 1ª puntata ("Petak 12: Izlazak učetvoro 1. dio"), Venerdì 12: Doppia coppia – 2ª puntata ("Petak 12: Izlazak učetvoro 2. dio"), Venerdì 12: Ninna nanna ("Petak 12: Nina nana"), Venerdì 12: La coraggiosa decisione ("Petak 12: Hrabra Odluka")

 Germania
- Star Rats 01: Eine neue Hoffnung, Panini Verlags Gmbh, ottobre 2015

 Spagna
- Rat-Man (mensile in bianco e nero, ed. Sulaco Ediciones)
  - Rat-Man n. 1, maggio 2001
  - Rat-Man n. 2, giugno 2001
  - Rat-Man n. 3, luglio 2001
- Rat-Man (trimestrale a colori, ed. Panini Comics España)
  - Rat-Man n. 1, febbraio 2005
Contiene le storie Le sconvolgenti origini del Rat-Man, Rat-Man contro il Ragno!, La minaccia verde!
  - Rat-Man n. 2, maggio 2005
Contiene le storie Tòpin! The Wonder Mouse, Dal futuro, La Gatta!
- Star Rats Episodio IV, novembre 2015, Panini Comics España, ISBN 9788490944554